# Казе Санта Марија Мадалена (Перуђа)
Казе Санта Марија Мадалена је насеље у Италији у округу Перуђа, региону Умбрија.
Према процени из 2011. у насељу је живело 217 становника. Насеље се налази на надморској висини од 431 м.